# Arothron reticularis
Arothron reticularis és una espècie de peix de la família dels tetraodòntids i de l'ordre dels tetraodontiformes.

## Morfologia
- Els mascles poden assolir 45 cm de longitud total.[1][2]

## Alimentació
Menja coralls, mol·luscs i d'altres invertebrats.

## Hàbitat
És un peix de clima tropical i associat als esculls de corall que viu entre 1-25 m de fondària.

## Distribució geogràfica
Es troba a l'Índic i el Pacífic occidental.

## Observacions
És inofensiu per als humans.